# Guido Metsers

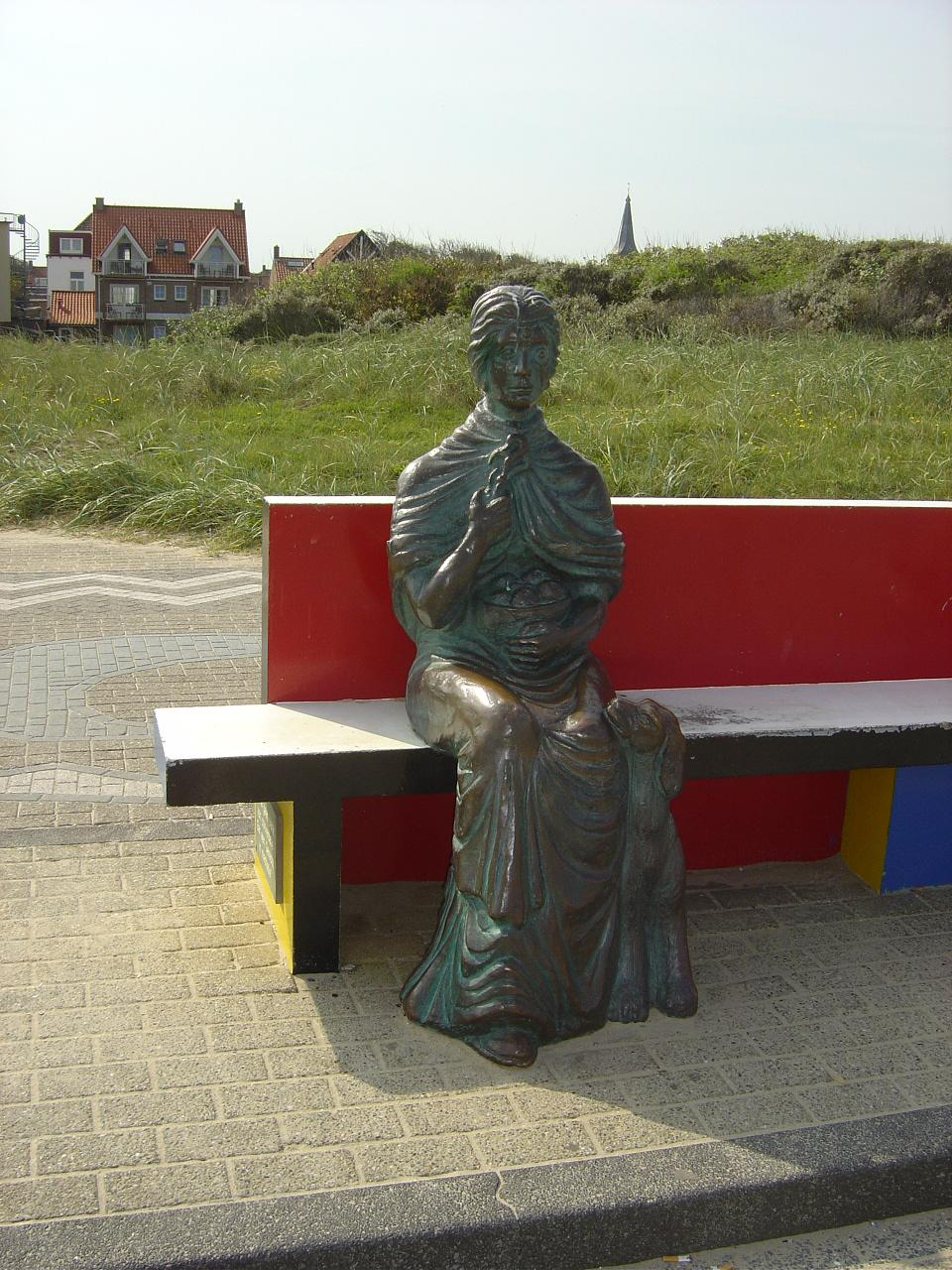
Bronzen beeld van Nehalennia geïncorporeerd in de "Mondriaanbank" op de Boulevard van Schagen in Domburg, 1989.

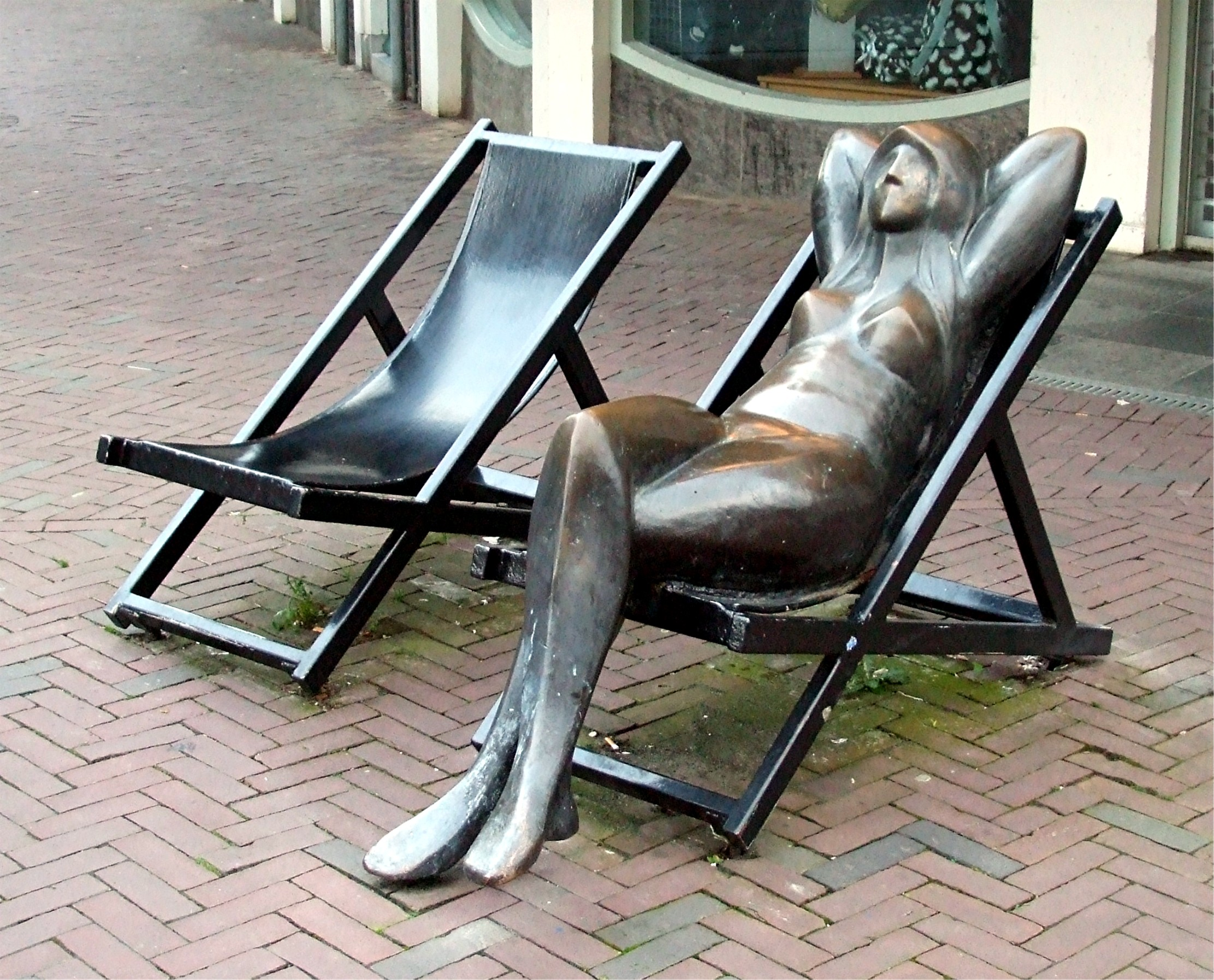
"Vrouw in ligstoel" in Middelburg

Guido Joris Maria Elza Metsers (Hulst, 11 december 1940 – Vlissingen, 26 juli 2024) was een Nederlands schilder en beeldhouwer.

## Leven en werk
Hij was een zoon van textielfabrikant en schilder Hugo Metsers (1902-1978) en een broer van acteur Hugo Metsers (1943).
Metsers studeerde achtereenvolgens aan het Hoger Instituut voor Architectuur en Sierkunsten Sint Lucas in Gent (1956-1957), de Koninklijke Academie voor Schone Kunsten van Antwerpen (einddiploma 1958) en het Nationaal Hoger Instituut voor Schone Kunsten in Antwerpen (einddiploma 1963) in de studierichtingen schilderkunst, modelleren, sier- en monumentale kunsten, beeldhouwen en grafiek. Hij kreeg onder andere les van Ossip Zadkine.
Aan prijzen ontving hij de "Grote onderscheiding tekenen naar gipsmodel" aan het Sint Lucas (1956), de "Prijs der Vriendschap" van het Hoger Instituut (1961) met het doek Demon Morbide en de "Aanmoedigingsprijs voor beeldende kunst" van de Provincie Zeeland (1973).
Na zijn studietijd keerde Metsers terug naar Hulst, waar hij zich vooral toelegde op de grafische kunsten. In 1967 verhuisde hij naar Middelburg. Na een verblijf in Amsterdam woonde en werkte hij sinds de jaren tachtig in Zoutelande. Hij was lid van de Zeeuwse Kunstkring.
Hij ontwikkelde een eigen stijl onder invloed van het surrealisme en magisch realisme. Hij koos vaak figuratieve onderwerpen, waarbij het menselijk lichaam centraal staat, in uitvergrote of confronterende vorm. Zijn beeldhouwwerk is zeer gevarieerd en uitgevoerd in hardsteen, mergel, ijzer, plaatstaal, polyester en brons. Hij exposeerde onder andere in België, Nederland en Duitsland.
Metsers overleed op 26 juli 2024 op 83-jarige leeftijd.

## Werken in de openbare ruimte (selectie)
- 1956 - oorlogsmonument "De gevallen krijger", natuursteen, in 2003 vervangen door afgietsel in brons, Glacisweg, Hulst (onthulling 1969, herplaatsing 15 april 2003)
- 1964 - "Neptunus", wandschildering in de veerboot Prinses Margriet van de Provinciale Stoombootdiensten in Zeeland
- 1966 - Reynaert de Vos, zandsteen onderaan de Diebsturm, Michelstadt (replica in gips in Hulst)
- 1968 - "Torso", Hulst
- 1974 - "Badnimf", Boulevard de Wielingen, Cadzand-Bad
- 1976 - "Twee jonge mensen", mergel, Sint Jansteen
- 1977 - "Vrouw in ligstoel" (met daarnaast een lege ligstoel), aanvankelijk "Tanja", sinds 1987 "Rebecca", plaatstaal, Lange Delft, Middelburg (renovaties in 1987 en 2003)
- 1980 - "De mol", Nobelplein, Nieuw-Namen (onthuling 2 februari 1980)
- 1989 - beeld Nehalennia op Mondriaan-bank, Boulevard Van Schagen, Domburg
- 2000 - "De sluiswachter", graniet, in 2000 vervangen door exemplaar in brons, zeedijk naast sluis, Cadzand-Bad, herplaatsing 20 december 2000)
- 2004 - "Vrouw in ligstoel" (met daarnaast een lege ligstoel), "Rebecca", strandovergang de Vuurbaak, Katwijk aan Zee (onthulling 24 mei 2005)
- 2004 - standbeeld van Maurits van Oranje (Prins Maurits aan een schaakbord), Markt, IJzendijke (onthulling 15 mei 2004)